# Happyland (attractiepark)
Happyland (vroeger Happyland New) is een Zwitsers attractiepark in de plaats Granges in het kanton Wallis. Het opende in 1988 en het is met 25.000 m² het grootste pretpark van Zwitserland.

## Geschiedenis
Het park opende in 1988. Het pretpark werd in 2015 te koop gezet en in 2017 overgenomen door de familie Carron, die tevens eigenaar is van Labyrinthe aventure.

## Attracties

#### Achtbanen
| Naam           | Opening  | Achtbaantype           | Merk      | Lengte | Hoogte | Snelheid |
| -------------- | -------- | ---------------------- | --------- | ------ | ------ | -------- |
| Tropical Track | 8-4-2006 | Stalen familieachtbaan | Interpark | 210m   | 7,5m   |          |

| Naam    | Opening | Gesloten | Achtbaantype    | Merk      | Lengte | Hoogte | Snelheid |
| ------- | ------- | -------- | --------------- | --------- | ------ | ------ | -------- |
| Grand 8 | 1990    | 2005     | Stalen achtbaan | Interpark | 363m   | 12m    | 40 km/u  |

### Waterattracties
| Naam         | Type attractie                     |
| ------------ | ---------------------------------- |
| Splash River | Boomstamattractie                  |
| Nautic Jet   | Glijbaan in de vorm van een schans |
| Sea Stars    | Bootjes                            |

### Andere attracties
| Naam                  | Type attractie          |
| --------------------- | ----------------------- |
| Auto-Moto             |                         |
| Balançoire familliale |                         |
| Big Toboggan          | Glijbaan                |
| Cherokee              | Paardenbaan             |
| Low G                 |                         |
| Mongolfières          | Luchtballonnencarrousel |
| Simulateur 4D         | Simulator               |
| The Red Baron         | Red Baron               |
| Tyrolienne            | Kabel-/tokkelbaan       |
| Jeux divers           | Speeltuin               |
| Safari                | Rondrit                 |
| Bungee Ejection       | Bungeejumpen            |
| Autos-Tamponneuses    | Botsautootjes           |